# 鲁康娃·泽旺饶登

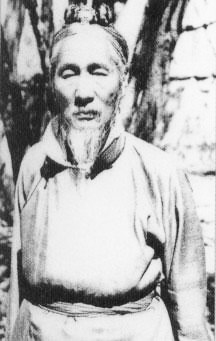

鲁康娃·泽旺饶登（藏語：ཀླུ་ཁང་བ་ཚེ་དབང་རབ་བརྟན，威利转写：klu khang ba tshe dbang rab brtan，1895年—1966年2月24日）藏族，籍贯不详，噶厦官员。

## 生平
1915年，鲁康娃进入西藏噶厦任职。他担任过各种职务，并曾任噶厦设在拉萨的粮库负责人（nyer-tsang-nga）。后于1937年任孜本。
1950年，达赖逃往亚东时，任命了两位司曹（代理司伦）鲁康娃·泽旺饶登、本珠仓·洛桑扎西，留守拉萨，负责在其离开后处理政务。获得任命前，年过60岁的鲁康娃正担任噶厦的孜本，四品官。

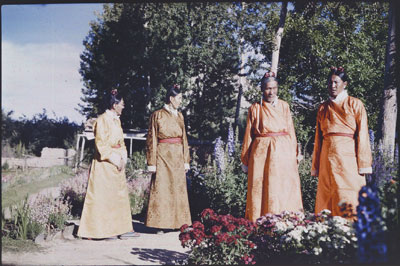
四位孜本在德吉林卡（印度驻拉萨代表驻地）。自右至左：朗色林·班覺晉美、鲁康娃、阿沛·阿旺晋美、夏格巴·旺秋德丹。摄于1936年至1950年间

1950年底，在达赖出走亚东期间，经司曹鲁康娃等人支持，由阿乐群则等商人和寺庙中层僧人组成“人民会议”。1951年5月，《十七条协议》签订。1951年8月达赖自亚东回到拉萨时，噶厦批准“人民会议”代表参加迎接达赖的行列。因为西藏从无群众组织欢迎达赖的先例，故“人民会议”由此闻名。
1951年5月，《十七条协议》签字，鲁康娃表示反对，并在会见中央人民政府方面派出的负责官员时称他们“侵略西藏小国”。
1951年底，“人民会议”的阿乐群则、桑都仓（桑都昌）的洛桑根顿、恩珠仓·贡布扎西，与拉萨三大寺的喇嘛降央达瓦（寺庙商人）、丹曲索纳（被色拉寺开除的原结巴扎仓管家）等人，在印度支持下在德吉林卡（印度驻拉萨代表驻地）开会，和若着平措（色拉寺结巴扎仓管家）、色丰卡·才旺朗杰、上布娃等人订盟约，讨论向中央人民政府呈交请愿书，要求中国人民解放军撤出西藏，反对改编藏军。1952年1月，西藏噶厦司曹鲁康娃召集西藏噶厦官员在噶厦外交局开会，决定“采取武装行动，把解放军赶跑”。1952年3月30日，“人民会议”代表降央达瓦等五人把请愿书送至达赖的布达拉宫，受到两位司曹鲁康娃、洛桑扎西鼓励，两司曹还鼓动他们将请愿书送给见中央人民政府驻藏代表张经武。1952年3月31日，“人民会议”代表见中央人民政府驻藏代表张经武并递交请愿书，要求中国人民解放军退出西藏。3月31日，“人民会议”在拉萨开会宣誓，组织部分藏军与喇嘛等组成“解放大队”堵截拉萨的主要街道，使哲蚌寺、色拉寺等寺院的上千名喇嘛聚集大昭寺。3月31日晚，两司曹调动日喀则藏军第六代本（炮兵，4月2日到拉萨）来拉萨，并命藏军占领拉萨制高点。当晚，“人民会议”调动藏民包围中央人民政府驻藏代表住地桑都仓、外事处、中国人民银行分行、阿沛·阿旺晋美住宅，驱汉和反对《十七条协议》的骚乱日益明显。根据中央人民政府指示，中央人民政府驻藏代表张经武先后在1952年3月31日、4月1日、4月15日三次致信达赖，指两司曹破坏《十七条协议》及支持伪“人民会议”，促达赖下令将两司曹撤职查办，解散“人民会议”。1952年4月19日，张经武代表又亲到布达拉宫向达赖提出上述要求，并明确对达赖表示：“中央决心本着和平解放西藏办法协议的即定方针，决不让事态扩大”。1952年4月27日，达赖下令撤销鲁康娃、洛桑扎西的司曹职务。5月1日，西藏军区和噶厦联合发出布告，宣布“人民会议”为非法组织，予以取缔。
鲁康娃司曹被达赖革职后。噶厦仍给已下台的鲁康娃高薪待遇。1957年1月，鲁康娃离开西藏，逃往印度噶伦堡定居。
1956年11月25日，正在印度访问的达赖一行在新德里拜会印度总理尼赫鲁。不久，达赖在印度会见了不少藏独人士，其中包括旅居印度的嘉乐顿珠（达赖二哥），专程自美国赶到印度的当彩活佛（达赖大哥），长年在印度噶伦堡组织“西藏幸福事业会”的夏格巴，新近自西藏来到印度的鲁康娃、阿乐群则等人。他们有的劝达赖留在印度，有的则劝他到美国。后经周恩来亲自劝说，达赖决定返回西藏拉萨。
1959年藏区骚乱后，鲁康娃在印度举行记者招待会，称“西藏在3月12日废除了它同中国签订的十七点协定”，并且“正式宣布完全独立”。此外，他还组织一个“西藏代表团”会见印度总理尼赫鲁，要求尼赫鲁“帮助西藏人在印度政府赞助下向联合国提出他们的问题”。 
1966年2月24日，鲁康娃在印度新德里逝世。